# Aufstand auf den billigen Plätzen (EP)
Aufstand auf den billigen Plätzen – EP niemieckiego rapera Alpa Gun.
1. Intro
2. Wie Alpa Gun
3. Patriot
4. Der Aufstand (feat. A.i.d.S)
5. Mein Weg
6. Ich bin ein Rapper
7. Hört zu (feat. Greckoe)
8. Die Stimme
9. Mann geworden